# Книга на пророк Софония
Книга на пророк Софония е книга от Стария завет на Библията, деветата от книгите на 12-те малки пророци в Библията. Софоний означава „Яхве е скрит/защитен“ или „Яхве се крие“, а освен това е и мъжко име.
Още в началото авторът е определен като Софония, „син на Хусия, син на Годолия, син на Амория, син на Езекия, в дните на Иосия, син Амонов, цар иудейски“.[Книга на пророк Софония 1:-1] Всичко, което и известно за този пророк идва от тази книга.
Ако Софония е бил съставен до голяма степен през монархическия период, то неговoто посление е причинено от отказа на Юдея да се подчини на заветните си задължения към Яхве, въпреки че е станал свидетел на изгнанието на Израел поколение или две преди това – заточение, което юдейските литературни традиции приписват на гнева на Яхве срещу непокорството на Израел към неговия завет. В този исторически контекст Софония призовава Юдея да се подчинява на Яхве, като казва, че „може би“ той ще им прости, ако го направят.

## Структура
| Стих    | Заглавие                       |
| ------- | ------------------------------ |
| 1:1     | (Адресиране)                   |
| 1:2–13  | Наближаващият съд на Юдея      |
| 1:14–18 | Настъпването на Божия ден      |
| 2:1–15  | Съдът над враговете на Израел  |
| 3:1–7   | Греховността на Йерусалим      |
| 3:8–13  | Наказание и прелом на народите |
| 3:14–20 | Песен на радостта              |

Книгата на Софония набляга изключително на „Божият ден“, като развива традициите от първата му поява в книгата на Амос. Божият ден също така е споменат и в книгите на Исая, Иезекииля, Авдий, Иоиля и Малахия.